# Ridikot
Ridikot (nepalski: रिडिकोट, trl. Riṛīkoṭ, trb. Ririkot) – gaun wikas samiti w zachodniej części Nepalu w strefie Seti w dystrykcie Achham. Według nepalskiego spisu powszechnego z 2011 roku liczył on 328 gospodarstw domowych i 1539 mieszkańców (872 kobiety i 667 mężczyzn).